# Дом русского зарубежья имени Александра Солженицына
Дом ру́сского зарубе́жья и́мени Алекса́ндра Солжени́цына — московский музейно-административный комплекс, сочетающий функции музея, архива, библиотеки, а также научно-исследовательского центра. Основан в 1995 году по инициативе историка Виктора Москвина. Учредителями выступили Правительство Москвы, Русский Общественный фонд Александра Солженицына и издательство «ИМКА-Пресс». С 2009 г. единственным учредителем является Департамент культуры г. Москвы.

## История

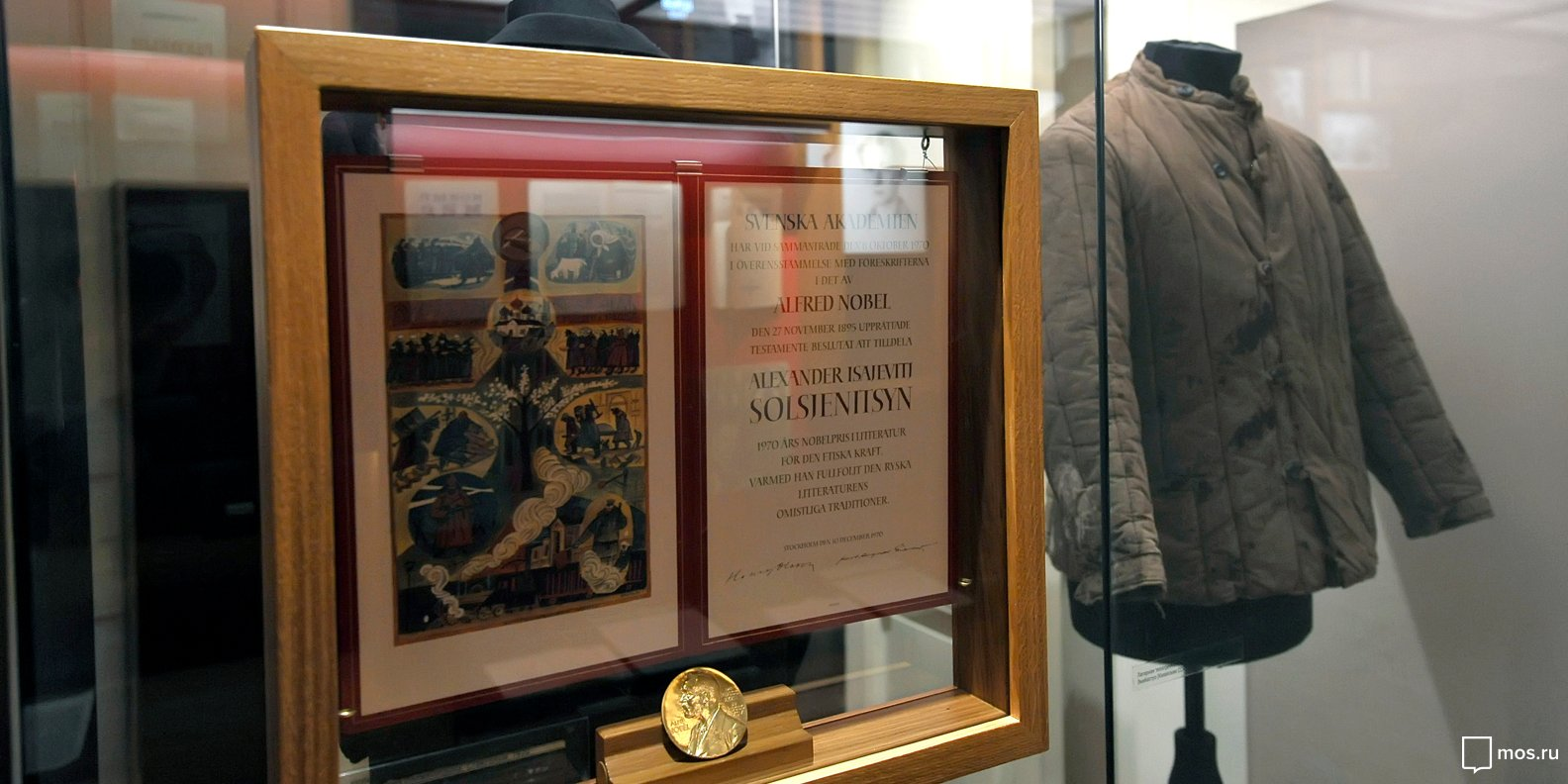
Мемориальная квартира Александра Солженицына в 2018 году

В 1990 году в Москве прошла выставка печатной продукции «ИМКА-Пресс» — одного из самых старых издательств зарубежной России. На мероприятии впервые экспонировались запрещённые в советское время работы писателей Николая Бердяева, Сергея Булгакова, Семёна Франка, Сергея Мельгунова, Антона Деникина, Александра Солженицына и других авторов. Один из организаторов выставки историк Виктор Москвин предложил главе издательства Никите Струве создать в России филиал «ИМКА-Пресс», который будет заниматься организацией читальных филиалов в постсоветском пространстве. Струве поддержал идею Москвина и в 1991 году издательство «Русский путь» было официально зарегистрировано. Под его началом велась работа по созданию читальных залов в Киеве, Твери, Орле, Ставрополе, Воронеже, Рязани, Смоленске, Тюмени, Иркутске, Перми, Владимире, Тамбове, Липецке. Помимо этого, «Русский путь» занимался организацией выставок современных российских издательств в Париже, а также собиранием материала, связанного с жизнью русской эмиграции XX века.
Через несколько лет руководство «ИМКА-Пресс», «Русский путь», Русский Общественный фонд Александра Солженицына и правительство Москвы начали работу над созданием в столице Центра русского зарубежья на основе собранных издательствами коллекций. В 1995 году мэр Москвы Юрий Лужков подписал постановление о преобразовании библиотеки № 17 в Библиотеку-фонд «Русское зарубежье».
В 2003-2004 и 2015—2017 годах в здании Дома русского зарубежья проходила масштабная реконструкция. По итогам работ отреставрировали старый корпус библиотеки, построили четырёхэтажное здание, соединённое с другими корпусами в единый административно-выставочный комплекс. Фасады нового здания украсили переливающимися светодиодными панелями, а общая площадь комплекса составила 13 000 м². В новом корпусе в мае 2019 года был открыт Музей русской эмиграции
.
Наш Дом динамично развивается. В 1995 году, когда он был создан, наша организация занимала совсем крохотное помещение бывшего филиала районной библиотеки, а штат состоял из трёх человек. Сегодня Дом русского зарубежья — это один из крупнейших культурно-научных центров не только Москвы, но и России. На Таганке выстроен целый комплекс, состоящий из нескольких зданий. Не так давно мы завершили строительство здания, где будет расположен музей русского зарубежья. Президент России Владимир Путин объявил, что музей откроется весной 2019 года. Сейчас мы над этим активно работаем. Фонды, которыми мы располагаем, довольно внушительные — свыше 18 тысяч музейных предметов, более 100 тысяч архивных дел, большая библиотека. В целом за эти годы от наших соотечественников за рубежом мы получили более четверти миллиона единиц хранения. На основе этого богатства мы и создаём музей. И сейчас это, конечно, наша главная забота.Директор музея Виктор Москвин

## Коллекция
По состоянию на 2019 год в музейный фонд Дома русского зарубежья входят более 250 000 единиц хранения, большинство из которых составляют переданные семьями проживающих за рубежом предметы. Библиотечный фонд включает в себя более чем 90 0000 единиц хранения: книги, альманахи, журналы, периодические издания. Основу фонда составили материалы, подаренные центру Никитой Струве и комитетом «Книги для России», действовавшим в США под руководством публициста Людмилы Флам-Оболенской.
Основой Всероссийской мемуарной библиотеки, входящей в состав Дома русского зарубежья, являются документы революционного периода. Все материалы были переданы Александру Солженицыну в ответ на призыв писателя о сборе документальных свидетельств событий начала XX века. Также Солженицын передал в музейный фонд архивы великого князя Николая Николаевича, Леонида Зурова (секретаря Ивана Бунина), философа Семёна Франка.

## Деятельность

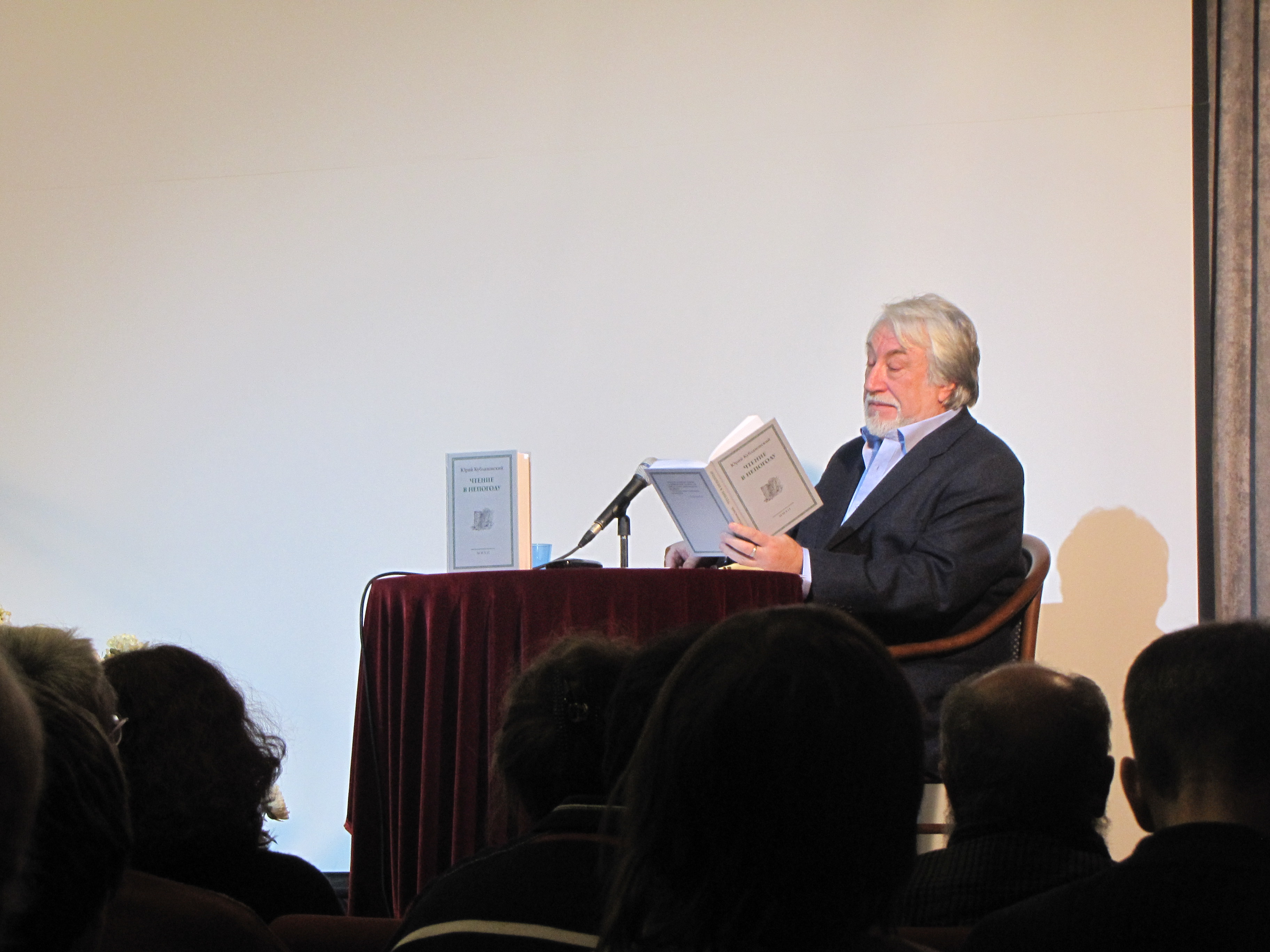
Юрий Кублановский читает стихи в Доме русского зарубежья, 2012 год

С 1998 года в Доме проводится вручение ежегодной литературной премии Александра Солженицына, учреждённой для награждения российских писателей. В число лауреатов вошли филологи Владимир Топоров, Сергей Бочаров, Андрей Зализняк; прозаики Валентин Распутин, Евгений Носов, Константин Воробьёв (посмертно), Леонид Бородин, Алексей Варламов, Борис Екимов, Виктор Астафьев (посмертно); поэты Инна Лиснянская, Ольга Седакова, Юрий Кублановский; философ Александр Панарин, историк и археолог Валентин Янин, литературный критик Игорь Золотусский, а также режиссёр Владимир Бортко и актёр Евгений Миронов (за телеэкранизацию романа Фёдора Достоевского «Идиот»), писатель Олег Павлов, литературовед Елена Чуковская, поэт Максим Амелин, литературный критик Ирина Роднянская.
При Доме русского зарубежья работает киностудия «Русский путь» под управлением Сергея Зайцева. В архив киностудии входят более 1600 единиц хранения, большинство из которых составляют киноплёнки с кадрами из жизни русской эмиграции.
С 2005 года при центре выпускаются книги серии «Дом русского зарубежья имени Александра Солженицына: Материалы и исследования», куда входят материалы конференций, проводимых организацией. Начиная с 2008 года Дом финансирует серию книг «Ex cathedra» — труды иностранных исследователей об истории русской эмиграции и диссидентства. С 2010-го Дом русского зарубежья также издаёт «Ежегодник», авторами которого являются научные сотрудники.